# Prosus
Prosus ist eine Beteiligungsgesellschaft, die 2019 durch den südafrikanischen Naspers-Konzern gegründet wurde.

## Geschichte
Naspers ist seit den 1990er Jahren mit verschiedenen Beteiligungen im Internet- und Onlinesegment aktiv und bündelte diese schrittweise in Prosus. Im September 2019 brachte Naspers die Gesellschaft an die Börse. Prosus ist seitdem an der Euronext Amsterdam gelistet, eine Zweitnotierung besteht an der Johannesburger Börse. Beim Börsengang wurde das Unternehmen mit 95 Milliarden Euro bewertet und in den Euronext 100-Index sowie den AEX-Index aufgenommen. Naspers blieb nach dem Börsengang Mehrheitseigentümer mit einem Aktienanteil von 73 %.
Prosus ist vor allem für seine Investitionen in Tencent bekannt, die bis zu einem Anteil von 45 % im Jahr 2001 zurückreichen. Im Jahr 2019 versuchte das Unternehmen, Just Eat zu übernehmen, verlor aber gegen Takeaway.com.
Im März 2022 gab Prosus bekannt, dass es seinen Anteil von 25,9 % (im Wert von ca. 700 Mio. USD) an dem Social-Media-Unternehmen VK (vormals Mail.Ru Group) abschreibe, nachdem der CEO von VK, Wladimir Kirienko – ein Sohn von Sergei Wladilenowitsch Kirijenko – auf eine US-Sanktionsliste gesetzt worden war. 
Im Mai 2025 legte Prosus ein öffentliches Angebot zur Übernahme der Lieferando-Muttergesellschaft Just Eat Takeaway für insgesamt 4,1 Milliarden Euro vor. Die niederländische Finanzmarktaufsicht genehmigte das Vorhaben. Die Europäische Kommission erteilte unter Auflagen ebenfalls ihre regulatorische Genehmigung. Insbesondere muss Prosus-Großaktionär Naspers seine Beteiligung am deutschen Lieferdienst Delivery Hero dauerhaft soweit reduzieren, dass er nicht mehr dessen größter Anteilhalter ist, darf keinen Vertreter ins Management oder in Aufsichtsgremien von Delivery Hero entsenden und seine verbliebenen Stimmrechte nicht ausüben.

## Unternehmen
Die wichtigste Beteiligung von Prosus stellt ein Anteil von knapp 30 % am chinesischen Tencent-Konzern dar. Prosus ist der größte Anteilseigner, die Beteiligung wurde mit der Unternehmensgründung von Naspers auf Prosus übertragen.
Zum 31. Mai 2021 betrug die Marktkapitalisierung 158 Mrd. US$, obwohl allein der Tencent-Anteil 204 Mrd. US$ wert war.

## Beteiligungen
Prosus ist in verschiedenen Online-Segmenten an Unternehmen beteiligt und hält in diesen Bereichen nennenswerte Anteile an verschiedenen Internet- und Technologieunternehmen:
- E-Commerce – einschließlich ihrer Tochtergesellschaft OLX (100 %)
- Fintech – einschließlich der Tochtergesellschaft PayU (98,8 %)
- Lebensmittellieferung – einschließlich der Tochtergesellschaften iFood (100 %)[14], Delivery Hero (22,3 %) und Swiggy (38,8 %)
- Einzelhandel – einschließlich der Tochtergesellschaft eMag (80,1 %)
- Reisen – einschließlich der Tochtergesellschaft Ctrip (6 %)
- Mobilität – Byker
- EdTech – Codecademy, Stack Overflow, Brainly, Udemy